# Óscar Amoedo
Óscar Luis Amoedo y Valdés (Matanzas, 1863-Toulouse, 1945) fue un odontólogo, académico y profesor cubano.

## Biografía
Nació en Matanzas el día 10 de noviembre de 1863 y se recibió de cirujano-dentista en la Universidad de la Habana, en New York y por último en París. En esa última ciudad obtuvo el título de médico. Fue catedrático de la Escuela Dental de París. Su obra L'art Dentaire en Médecine Légale (1898), traducida al alemán, fue elogiada por la prensa especializada europea y la Société Odontologique de France le concedió el primer premio.
En 1901 publicó un estudio sobre los dientes del Pithecanthropus erectus de Java, trabajo presentado en el Congreso Médico de Ajaccio. En el Tratado de Anatomía Humana de Foirier & Charpy figura otro trabajo de Amoedo: Les Dents. Varios de sus artículos científicos en francés y en español fueron publicados por la Revue de Stomatologie de París, la Revue Internationale Odontologique, La Odontología, Revista Dental de Cádiz y por la Association Française pour l'avancement des Sciences. Participó en varios Congresos de Medicina y de Cirugía Dental en Nancy, Burdeos y Buenos Aires. Para el último, celebrado en 1910, recibió una invitación especial del Gobierno argentino.
Fue miembro corresponsal de la Academia de Ciencias de La Habana, miembro de honor de la Sociedad Odontológica Española, miembro de la Societé Odontologique de Francia (de la que fue presidente de 1907 a 1912) y caballero de la Legión de Honor. Falleció en 1945, el día 27 de septiembre, en Toulouse.